# 中铁交通投资集团
中铁交通投资集团有限公司，注册地位于南宁，隶属于中国铁路工程集团的中国中铁。业务性质为高速公路建造经营。2017年，公司总资产498.09亿元，净资产90.73亿元，净利润3.26亿元。
2019年，中铁交通出售廣西中鐵交通高速公路管理有限公司51%股權予招商局公路網絡科技控股（簡稱：招商公路）、工銀金融資產投資（簡稱：工銀投資），作價93億元人民幣。

## 外部連結
- 官方网站